# Valentino Tosatti
Valentino Tosatti (* um 1981 in Triest) ist ein italienischer Mathematiker.
Tosatti studierte ab 2000 an der Scuola Normale Superiore und der Universität Pisa mit dem Laurea-Abschluss 2004. Danach studierte er an der Harvard University, wo er 2005 den Master of Arts erlangte und 2009 bei Shing-Tung Yau promoviert wurde (Geometry of complex Monge-Ampere equations). Anschließend war er bis 2012 Joseph Fels Ritt Assistant Professor an der Columbia University. 2012 wurde er Associate Professor und 2015 Professor an der Northwestern University. Ab 2020 lehrte er als Professor an der McGill University. Seit 2022 ist er Professor am Courant Institute of Mathematical Sciences of New York University.
Er  befasst sich mit geometrischer Analysis auf komplexen, hermiteschen und symplektischen Mannigfaltigkeiten.
Mit Gábor Székelyhidi und Ben Weinkove bewies er, dass es auf n-dimensionalen kompakten komplexen Mannigfaltigkeiten stets eine Gauduchon-Metrik mit vorgeschriebener Volumenform gibt. Dazu musste das Verhalten einer großen Klasse elliptischer nichtlinearer partieller Differentialgleichungen 2. Ordnung auf hermiteschen Mannigfaltigkeiten untersucht werden. Ihr Resultat löste eine Vermutung von Gauduchon von 1984.
Ab 2012 war er Sloan Research Fellow. 2018 erhielt er den Premio Caccioppoli. 2019 wurde er Fellow der American Mathematical Society.